# ヒョンデ・アイオニック6
アイオニック6とは、現代自動車（ヒョンデ）がアイオニックブランドで販売する電気自動車である。

## 概要
2020年3月にコンセプトモデルの「プロフェシー（Prophecy）」が初公開された。プロフェシーは同年のジュネーブモーターショーで初公開される予定だったが、COVID-19の拡大によりモーターショーが中止となり、代わりにオンライン上で公開された。プロフェシーはヒョンデが新開発したEV専用プラットフォーム「E-GMP」を採用したコンセプトモデルである。
量産モデルは2022年7月の釜山モーターショーで初公開され、韓国では同年8月に予約受注を開始。同年11月に欧州、2023年3月に米国で販売を開始した。日本導入は2023年8月時点で未定だが、2023年5月に渋谷区で開催された「Hyundai Brand Day」にて日本初公開された。
アイオニック6はヒョンデブランドの車種としてアイオニック5に続く第2弾のE-GMP搭載モデルで、Dセグメントに相当するサイズの4ドアクーペである。設計コンセプトは「エレクトリファイド・ストリームライナー」で、ルーフからリヤまで一直線に弧を描くデザインを特徴とする。このデザインは空力的に最適化されており、加えて格納式のドアハンドルやフロントアクティブエアフラップなどの採用により、Cd値は0.21にまで低減された。オプションでデジタルミラーも選択可能。
アイオニック5に続き、アイオニック6にもアイオニック共通のデザインである「パラメトリック・ピクセル」が採用される。ヘッドランプやテールランプなどに700以上の正方形のランプを配列し、独特のデザインを構成する。
インテリアにはセンターディスプレイとデジタルメーターが統合された一体型のディスプレイが備わる。エンジンルームが無くなった分、前後のオーバーハングを切り詰めることで、クーペスタイルでありながら広い室内空間を実現した。インテリアはエコプロセスレザーやリサイクルPETのファブリック、植物油由来の塗料といったサスティナブルな素材で構成される。

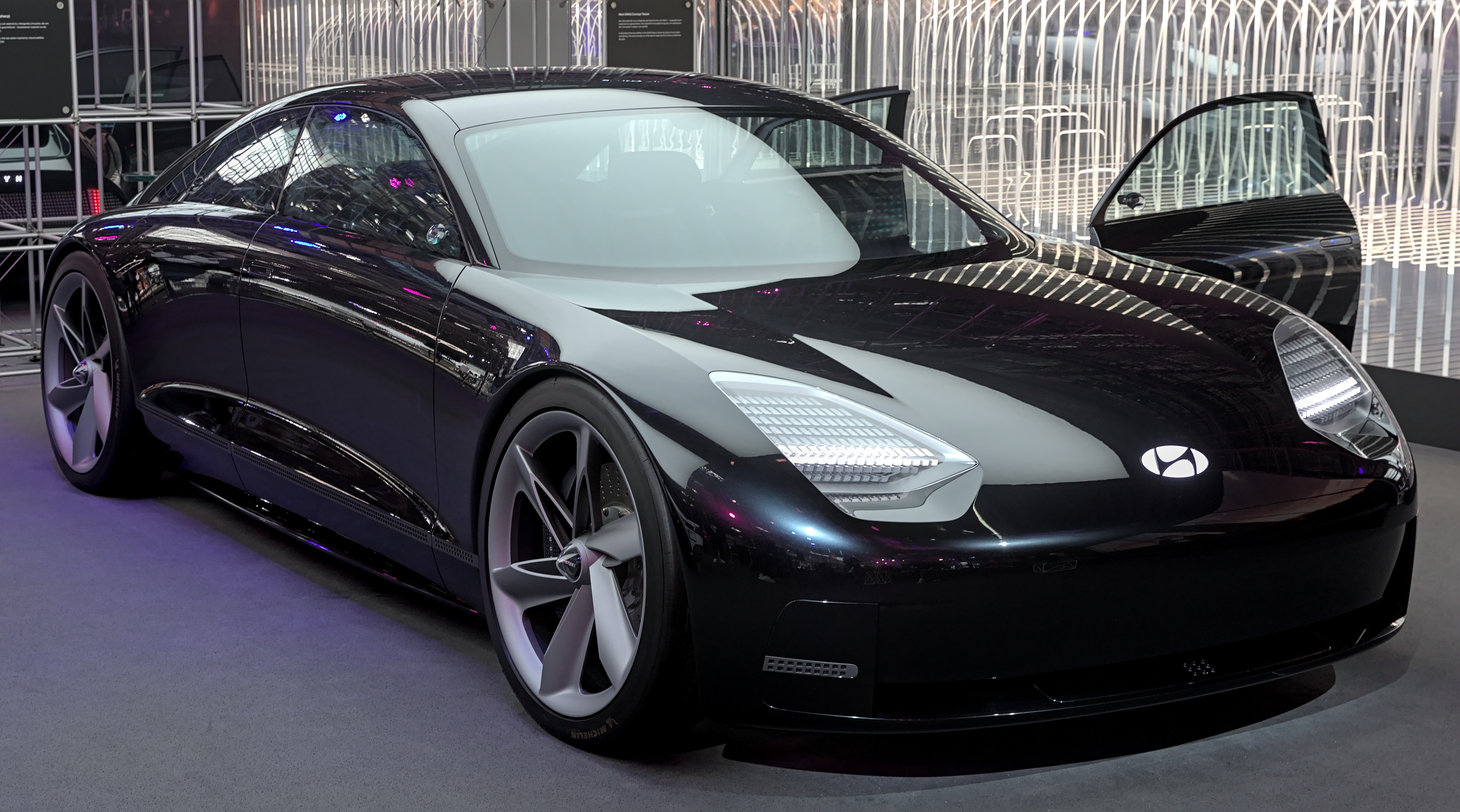
プロフェシー・コンセプト
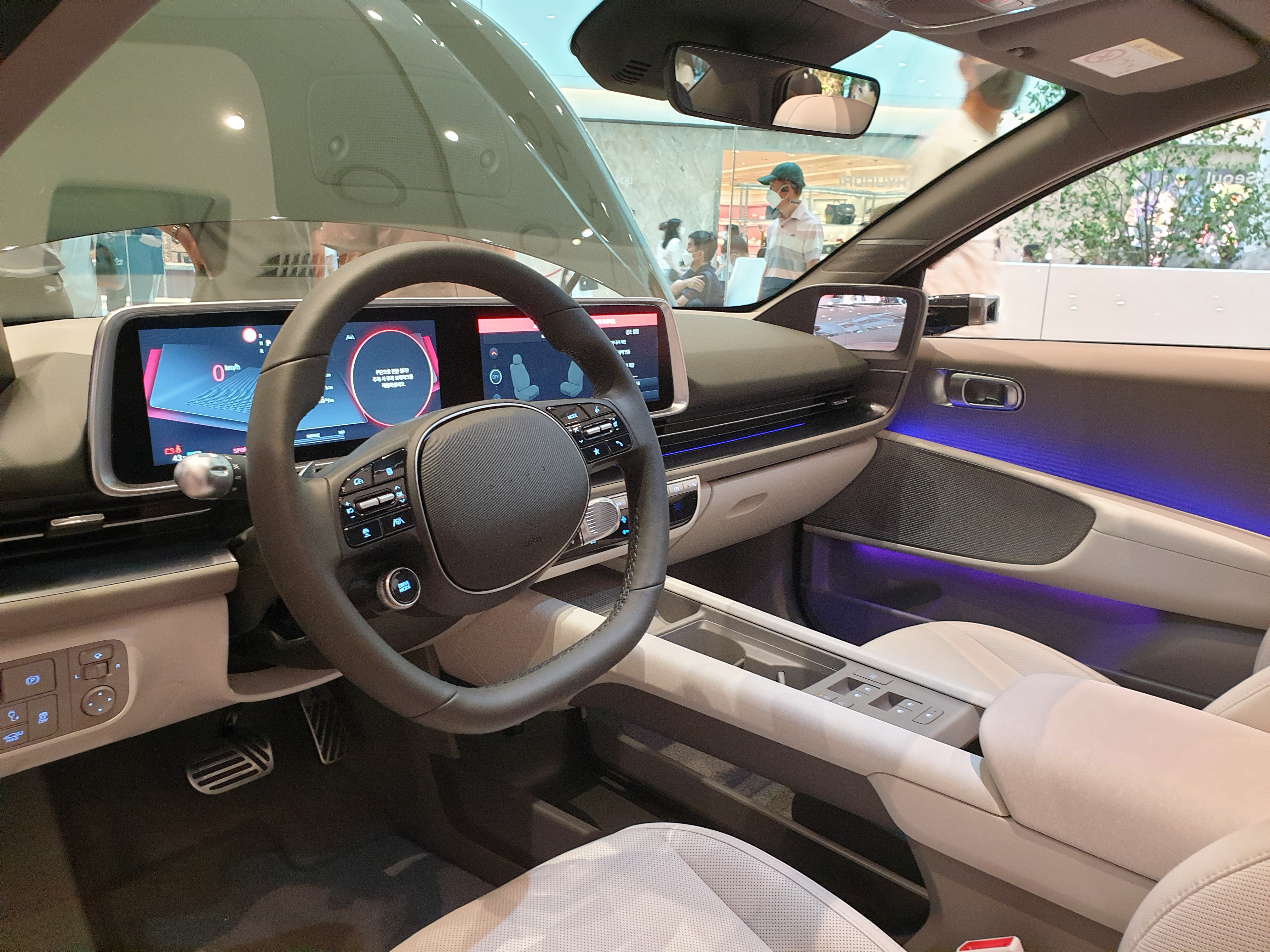
インテリア
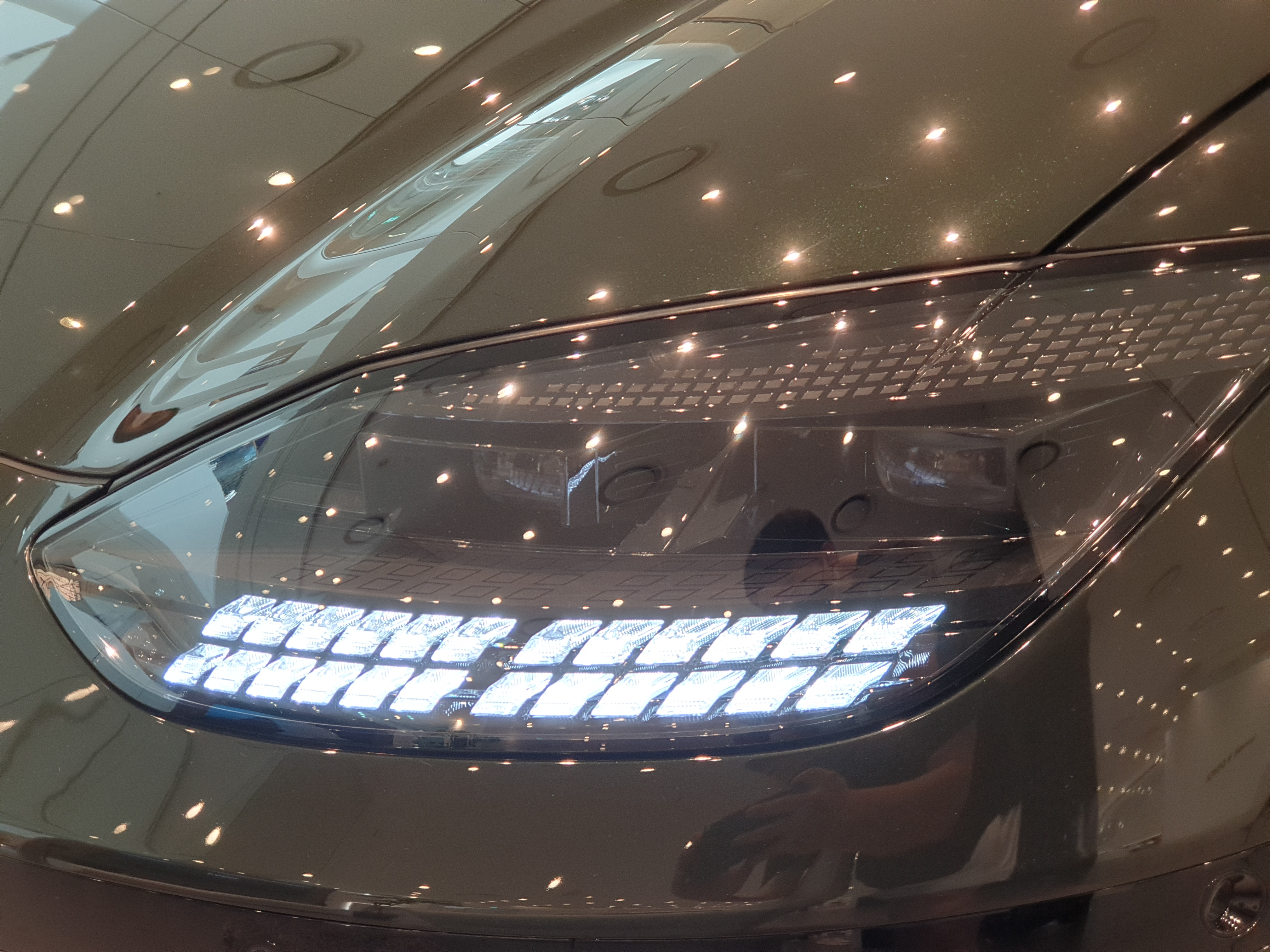
ヘッドライトのパラメトリック・ピクセル
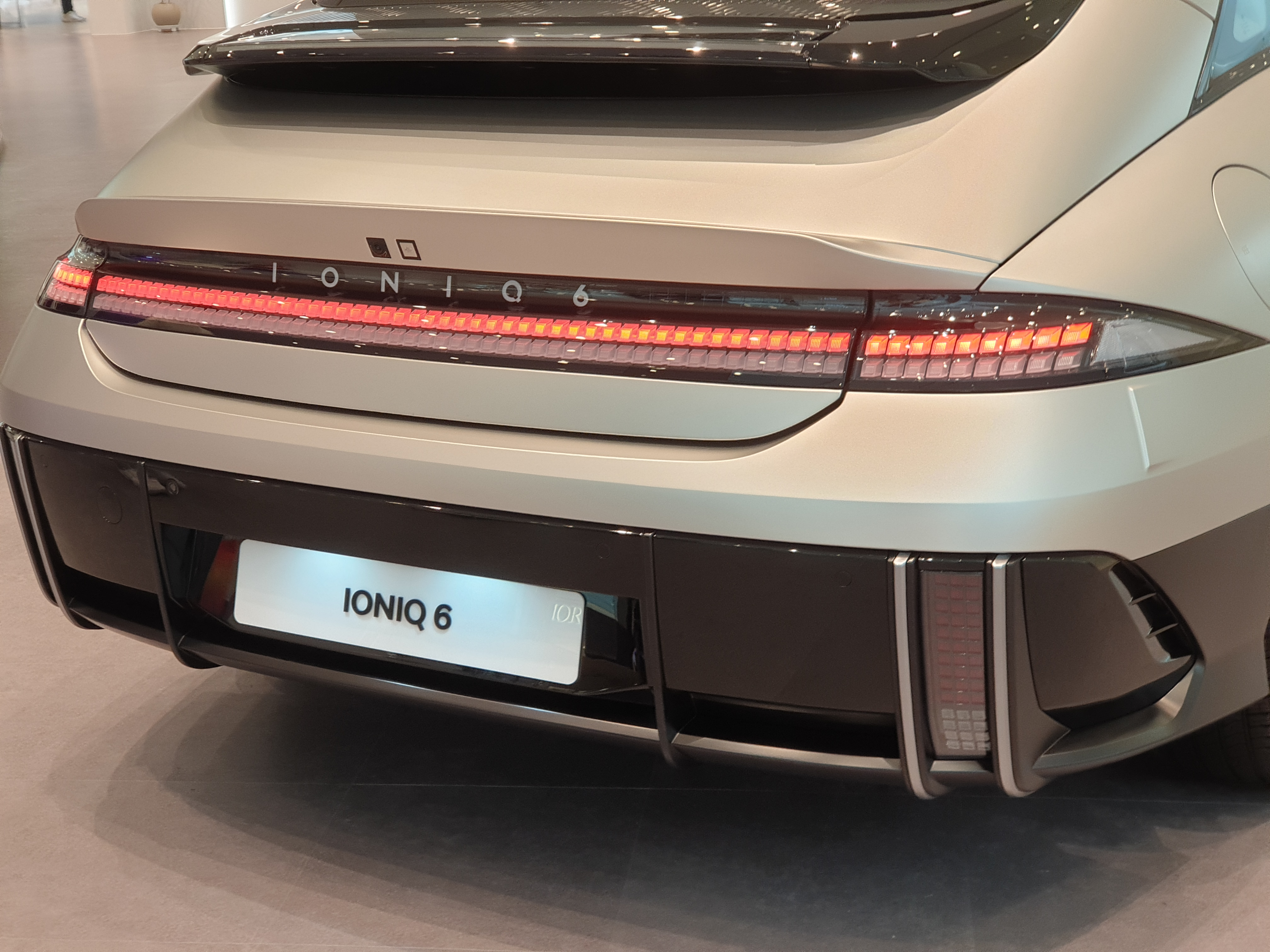
テールランプのパラメトリック・ピクセル
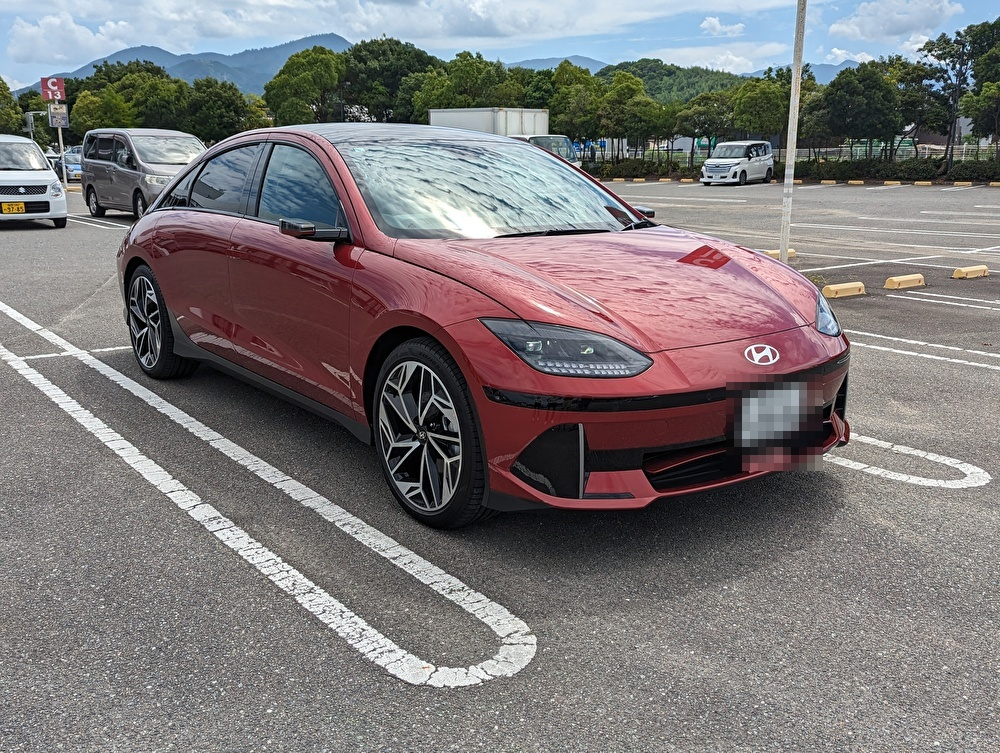
日本でのイベント（フロント）
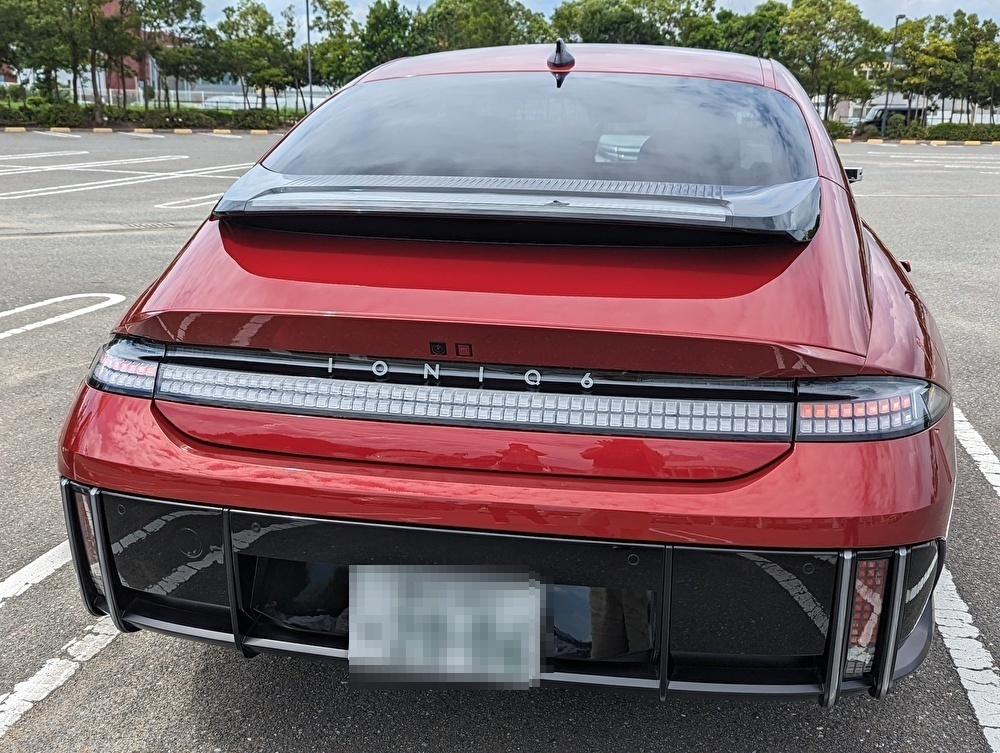
日本でのイベント（リア）

## The New Ioniq 6
2025年4月3日、2025ソウルモビリティショーでThe New Ioniq 6が初公開された。Ioniq 6のフェイスリフトモデルで、「Pure Flow, Refined」（純粋な流れ、洗練）という進化したデザインコンセプトのもと、シンプルでより先進的なスタイルを実現している。
新しいデザインは、わずかに高められたフードと延長されたシャークノーズ形状が特徴で、下部のブラックガーニッシュはドアまで伸びており、車両の流動性を強調し、先代モデルの突出型スポイラーの代わりに細長いダックテールスポイラーが採用され、車の滑らかなシルエットを損なうことなくエアロダイナミクスを最適化している。

室内は既存の「Mindful Cocoon」（思慮深いコクーン）コンセプトを維持しながら、ステアリングホイールの再設計や、センターコンソールのレイアウト改善などがされた。

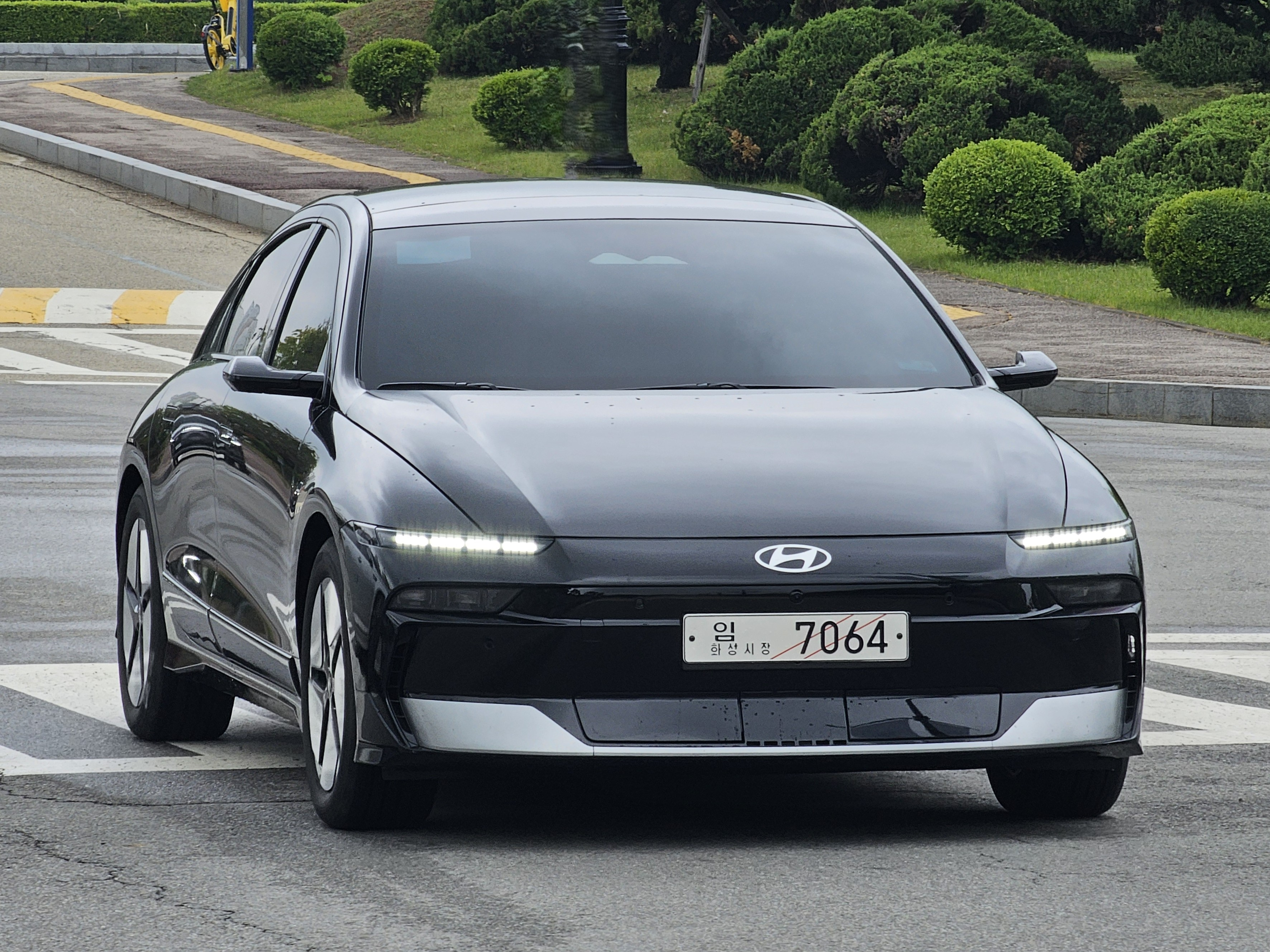
テスト走行車両（フロント）
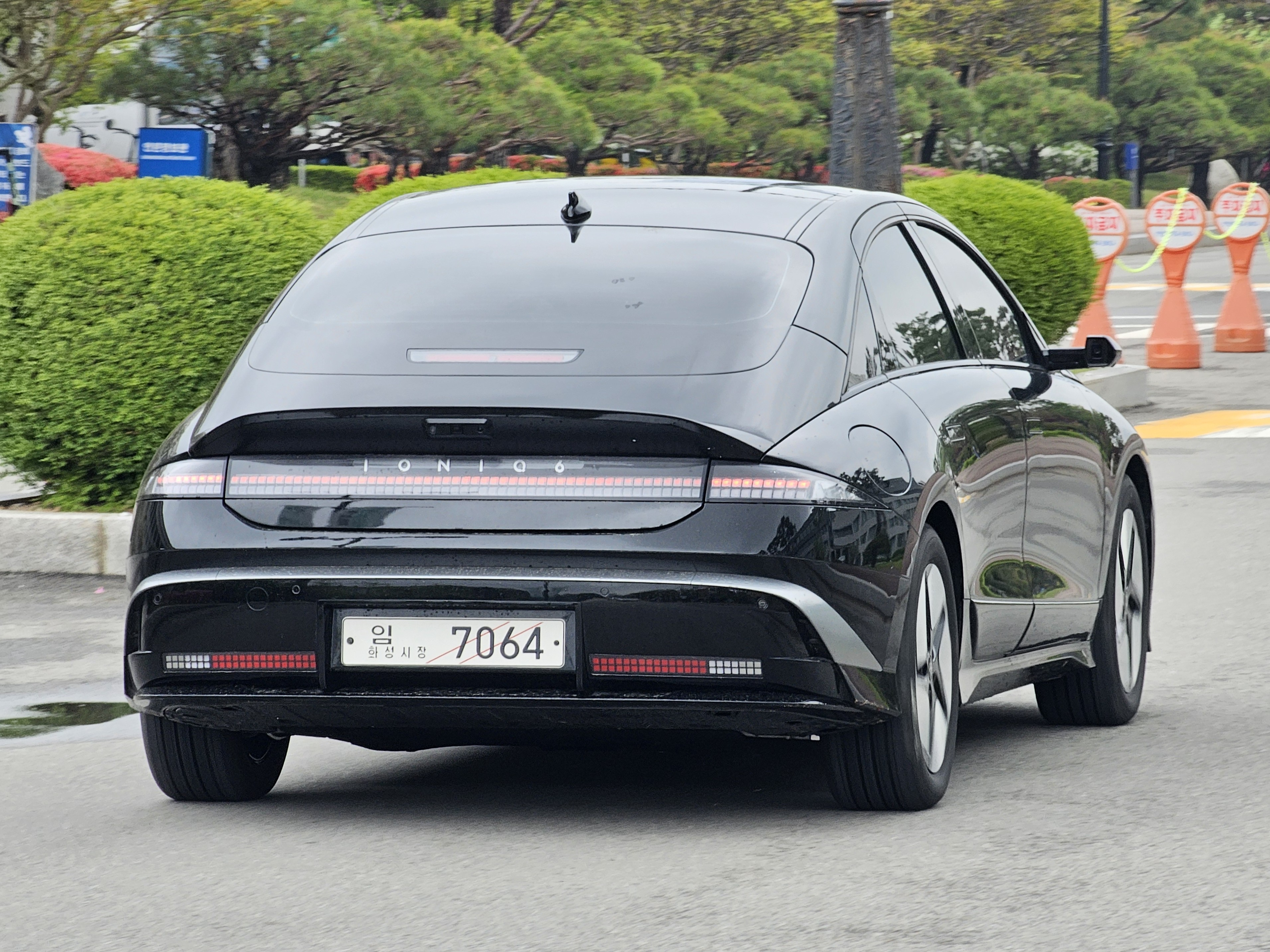
テスト走行車両（リア）
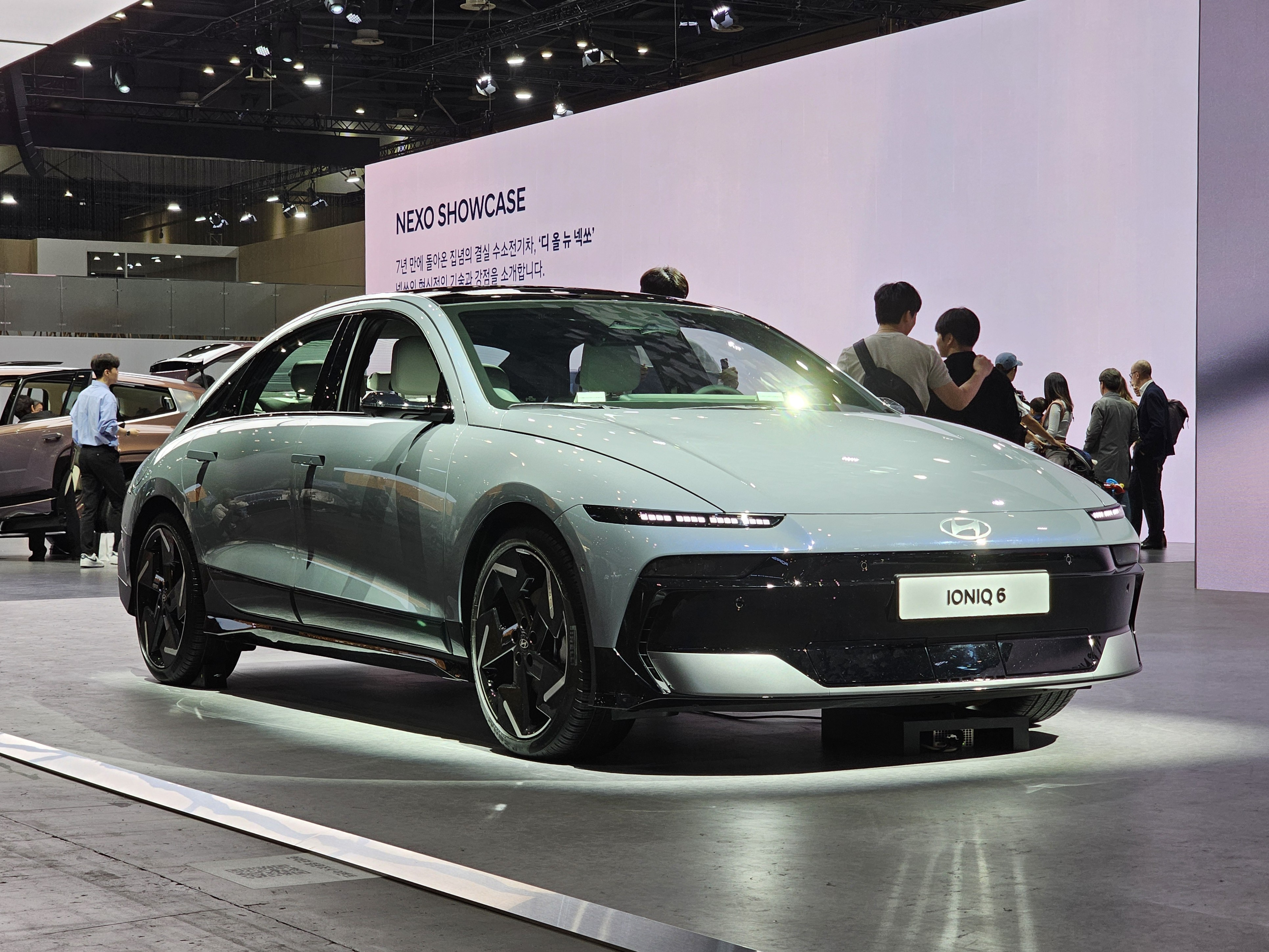
フロント
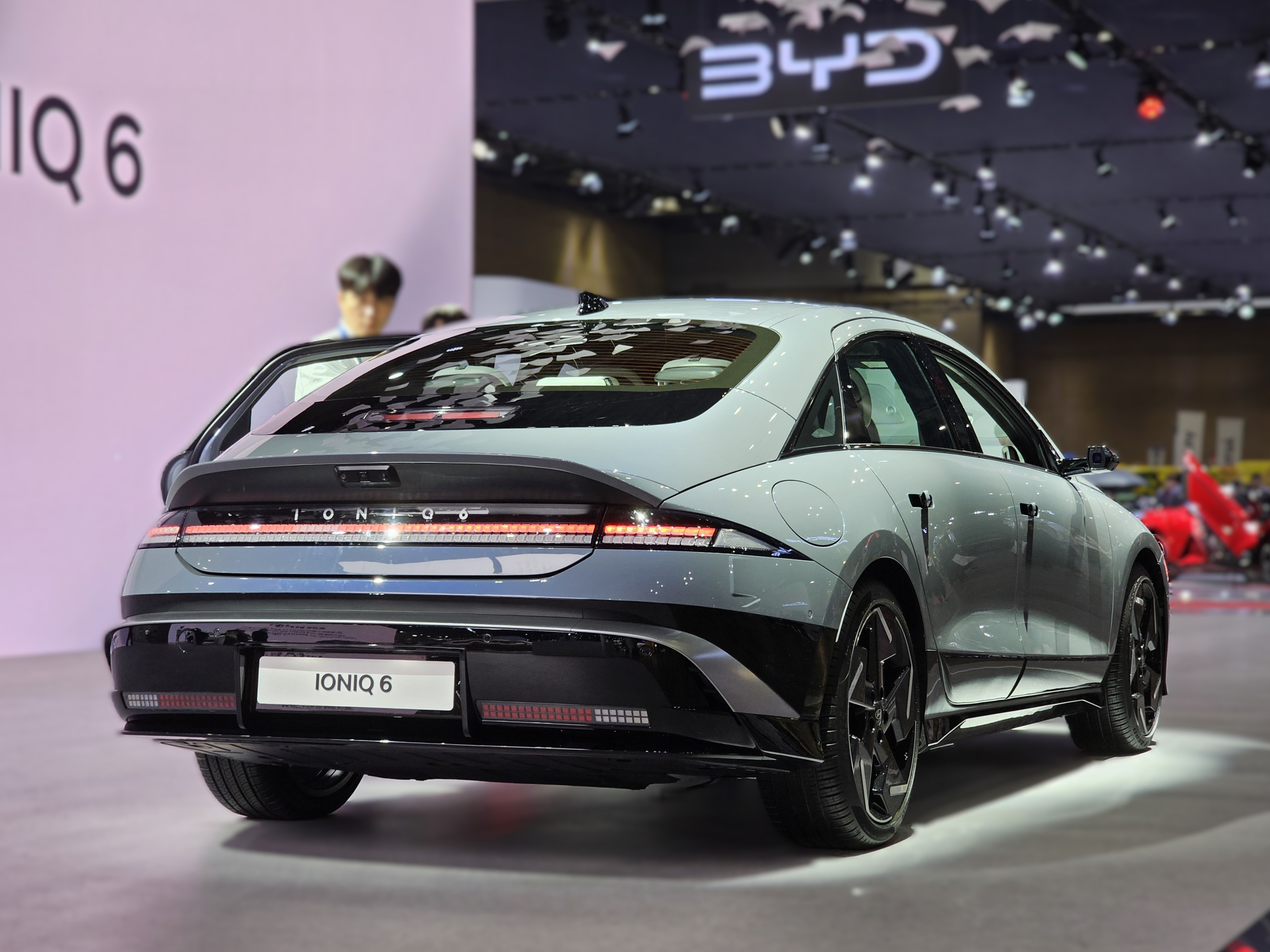
リア
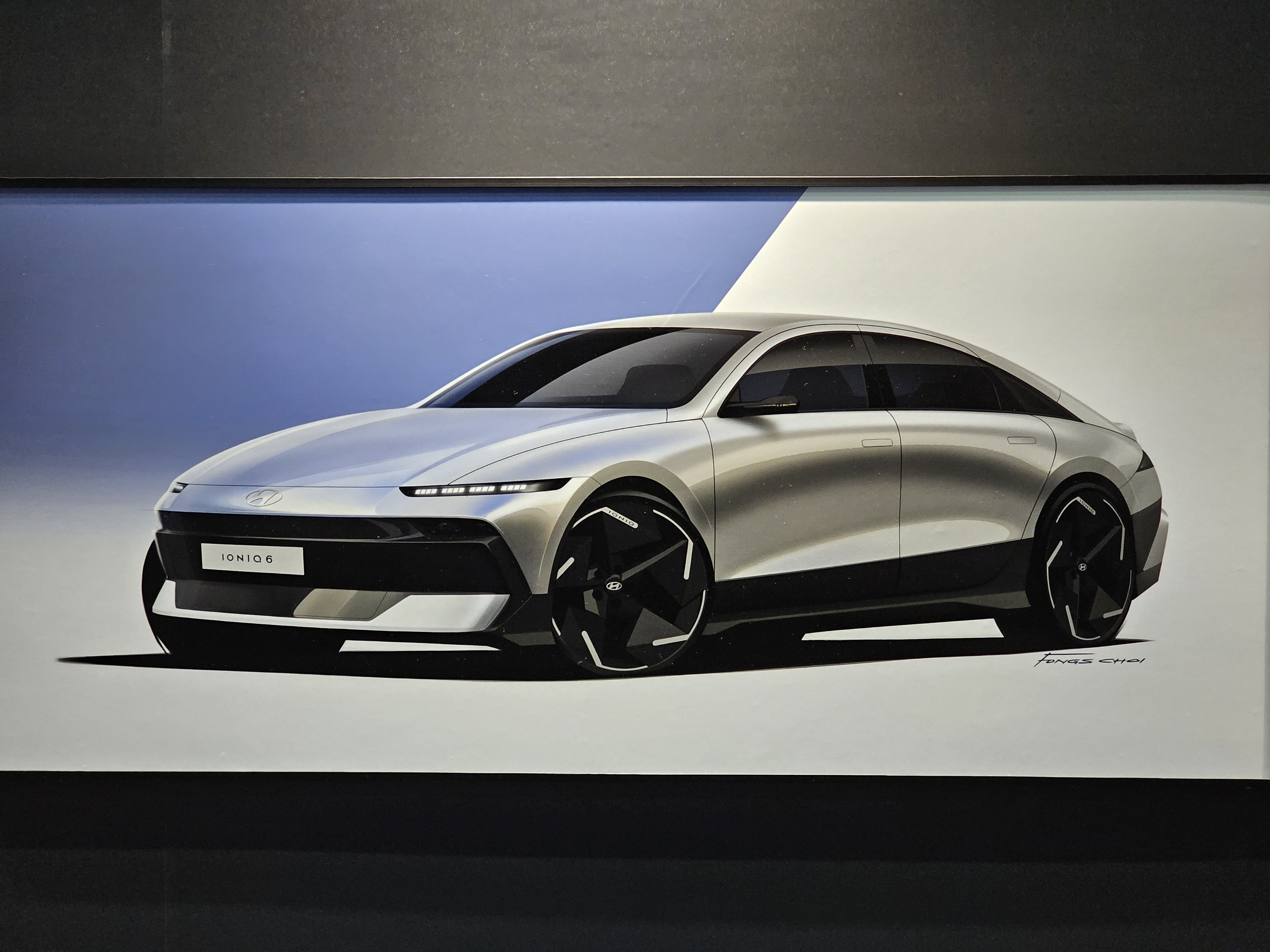
デザインスケッチ

## RN22e
2022年7月に韓国で開催された「N Day 2022」において発表されたコンセプトEVである。ヒョンデのハイパフォーマンスブランドである「N」を冠したモデルで、モータースポーツで開発された技術を量産車へ適用するための研究車両「ローリングラボ（走る実験室）」として開発された。RN22eはE-GMPをベースとしたNブランド初の実験車両である。
前後モータの出力が増加され、最高システム出力は430kW（585ps）、最大トルクは740Nmまで高められる。後輪にはツインクラッチによるトルクベクタリングシステムが搭載され、路面状況に合わせて左右の駆動力が制御される。また3Dプリンターで製造された軽量・高剛性なパーツが使用される。また空力性能と冷却性能の改善のために専用のエアロパーツが新たに追加された。
RN22eには「N Sound+」と呼ばれるサウンドシステムが採用され、車両内外に走行音を発生するスピーカーが搭載される。このN Sound+は回生ブレーキ調整用のパドルシフトと連動しており、パドルの操作に合わせてシフトチェンジを模したサウンドと振動が加わり、またトルクを一瞬カットすることでエンジン車のシフトチェンジのフィーリングを再現する。
サーキットでの走行性能を高めるため、4ピストン仕様のモノブロックキャリパーと直径400mmのハイブリッドディスクを採用することで、EVシステムの重量に耐えられる制動力を確保した。今後はRN22eを活用して回生ブレーキの制御によりコーナリング時のヨーをコントロールするシステムを開発するという。

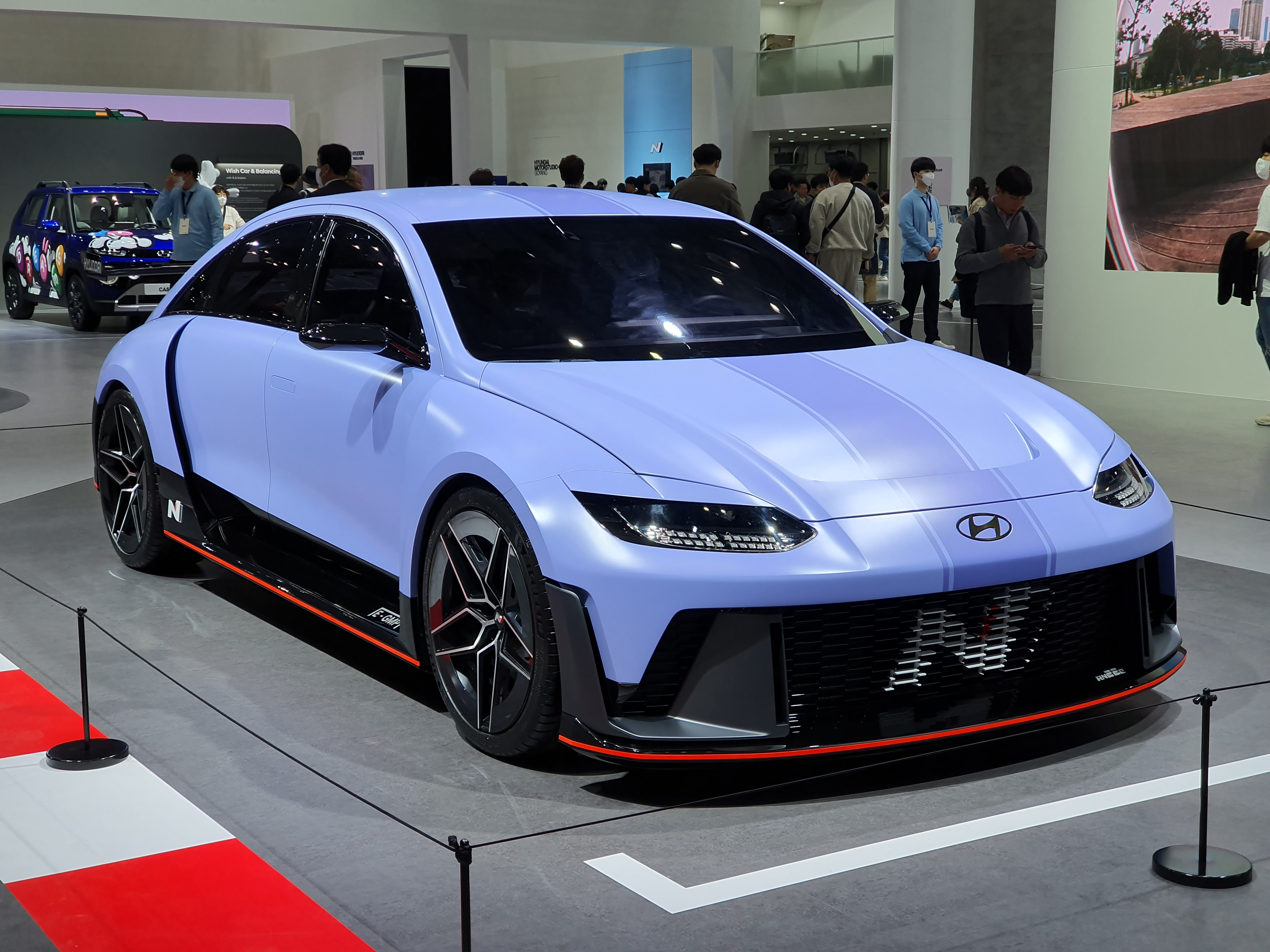
RN22e フロント
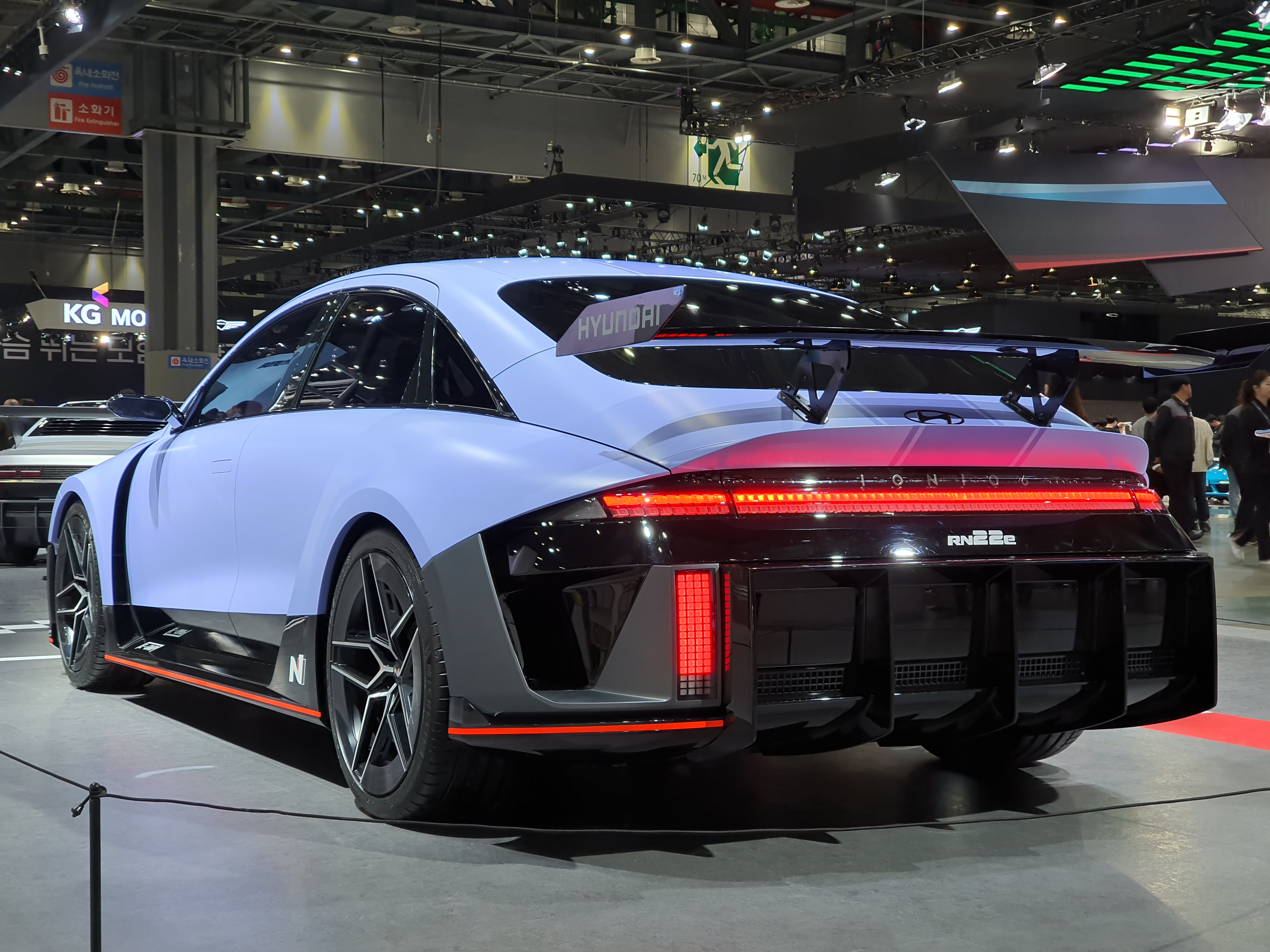
RN22e リヤ

## The New Ioniq 6 N Line
2025年4月3日、2025ソウルモビリティショーでThe New Ioniq 6 N Lineが初公開された。The New Ioniq 6 N Lineは、2022年に公開されたRN22eのデザインDNAを受け継ぎ、大胆でアグレッシブなスタイリングを特徴としている。フロントとリアのウィング型バンパーや、サイドシルのデザインにより、視覚的により低く見えるスタンスを実現している。

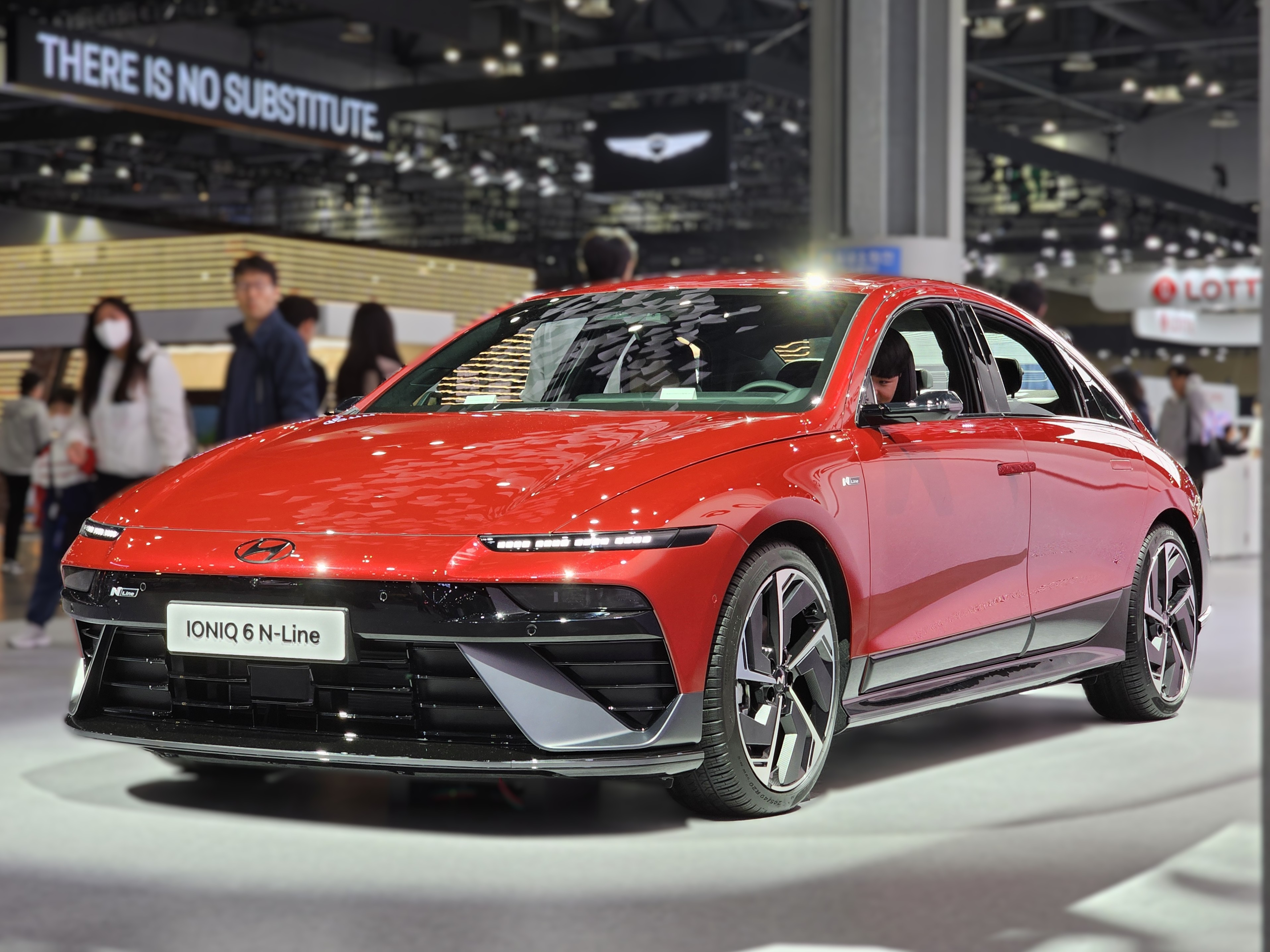
フロント
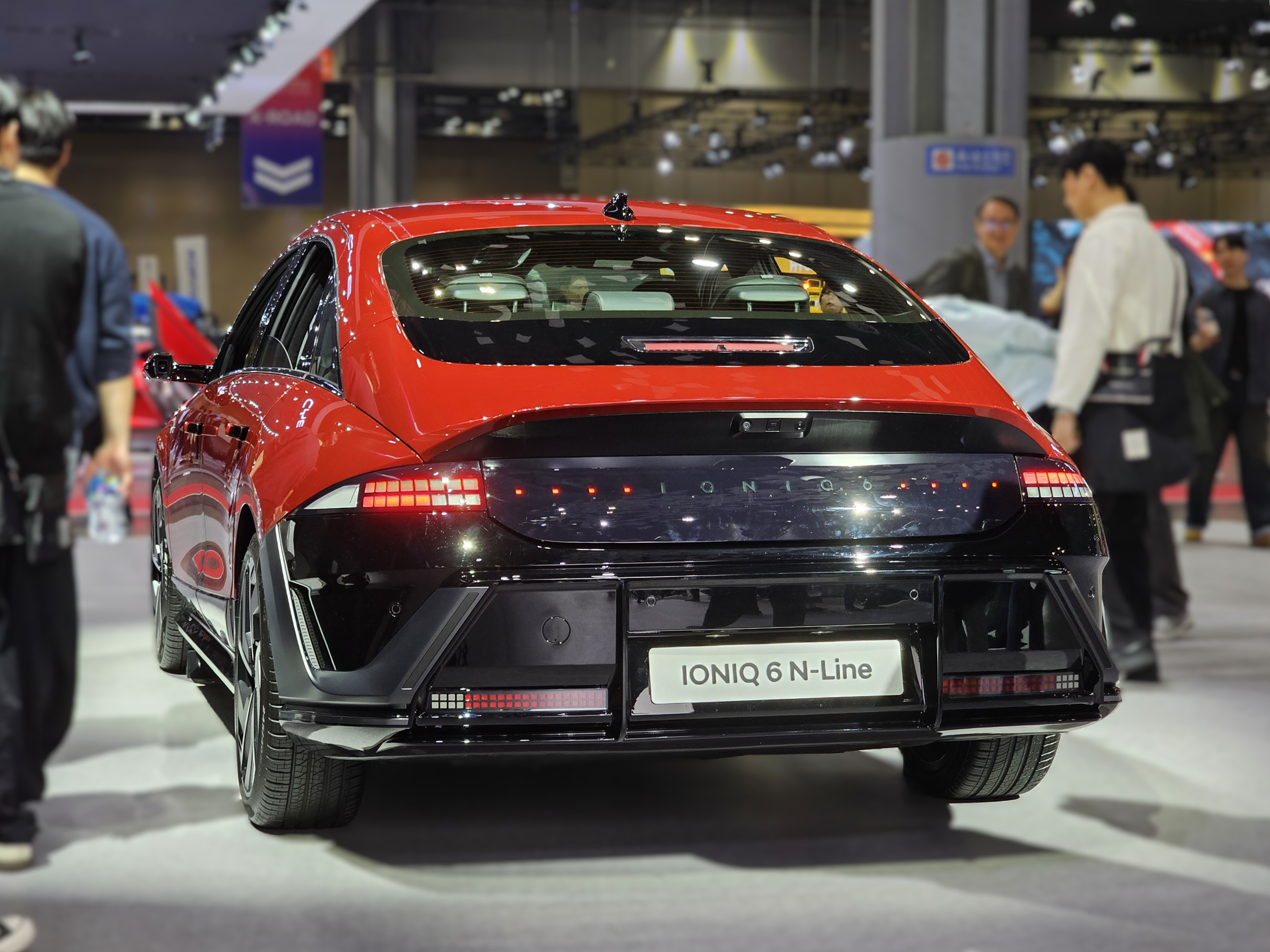
リア
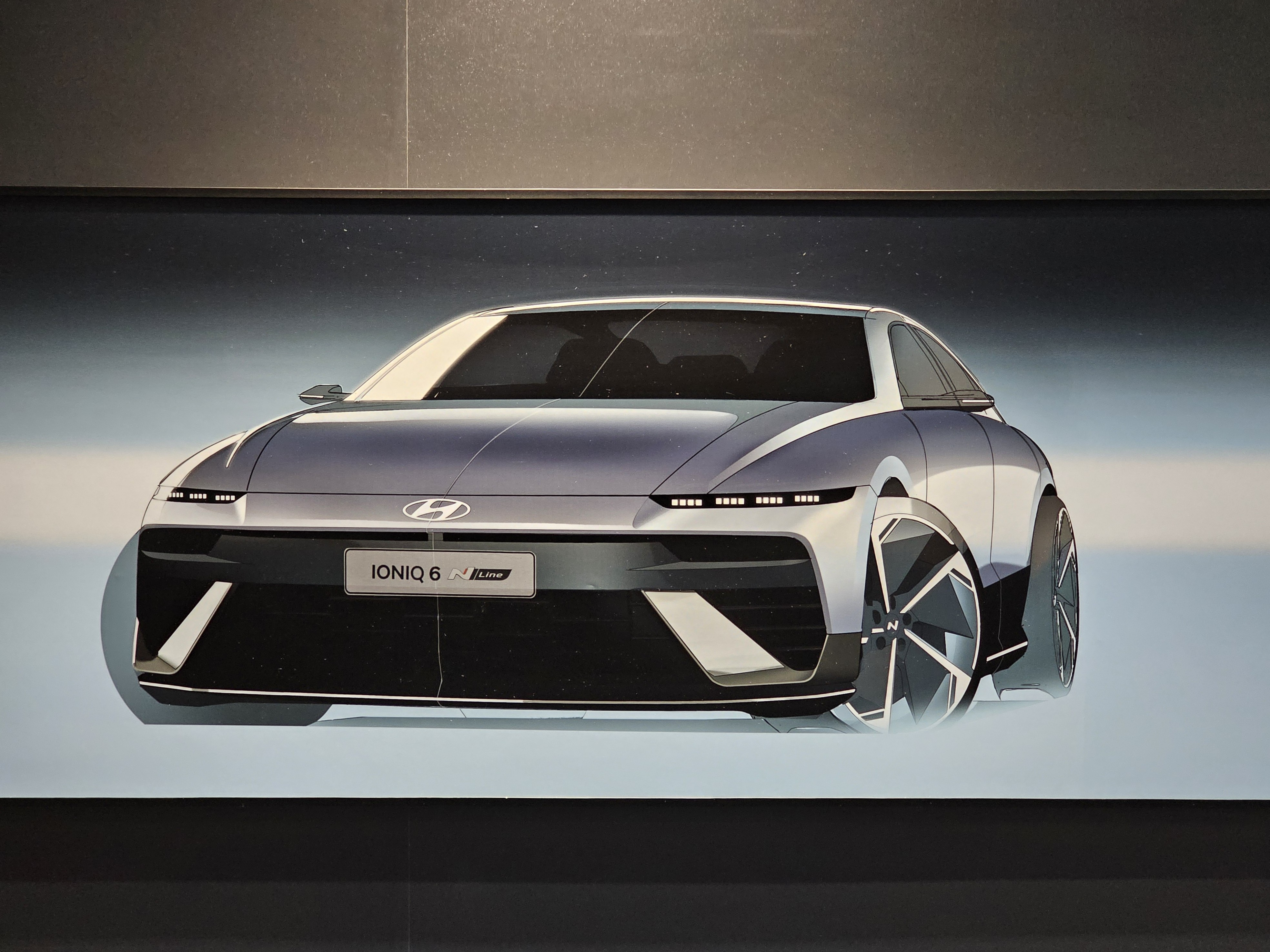
デザインスケッチ

## パワートレイン
ラインナップは以下の通り。RWD仕様はリヤに一基、4WD仕様は前後に一基ずつの同期モータを搭載する。リチウムイオンバッテリーの容量は53kWhと77.4kWhの2種類から選択可能。
| バッテリー容量 | 駆動方式 | 最高出力        | 最大トルク | WTLP航続距離 |
| -------------- | -------- | --------------- | ---------- | ------------ |
| 53 kWh         | RWD      | 111 kW（151ps） | 350 Nm     | 429 km       |
| 77.4 kWh       | RWD      | 168 kW（229ps） | 350 Nm     | 614 km       |
| 77.4 kWh       | 4WD      | 239 kW（325ps） | 605 Nm     | 583 km       |

## 受賞
2023年の世界・カー・オブ・ザ・イヤーにおいて、アイオニック6は「ワールド・カー・オブ・ザ・イヤー」「ワールド・エレクトリック・ビークル」「ワールド・カー・デザイン・オブ・ザ・イヤー」の3冠を受賞した。
2023年のiFデザイン賞においてアイオニック6が金賞を受賞し、またヒョンデグループ全体で合計19の賞を受賞した。
2023年、アメリカの自動車雑誌カー・アンド・ドライバーにおいてアイオニック6が「2023 EV of the Year」を受賞した。ヒョンデは2022年にアイオニック5でも同賞を受賞しており、2年連続の受賞となる。